# 奥山由実子
奥山 由実子（おくやま ゆみこ、12月9日 - ）は、日本の実業家。人事、海外進出、職場環境改善を専門とする経営コンサルタント。
株式会社カルチャリア代表取締役。
「国際人事コンサルタント」として人事コンサルティング業や企業向け研修、職場環境改善指導、その他講演などを行う。

## 来歴
東京都浅草出身。
共立女子中学校・高等学校、文化女子大学服装学科を卒業した後にアパレル企業に就職。その後、語学専門会社へ転職。企業向け学研修プログラム作成や留学サポートを行う。1993年同社駐在員としてニューヨークへの赴任を経験する。
1993年、ニューヨーク、マンハッタンにて2人のアメリカ人と共に異文化コミュニケーション・HR分野に特化したコンサルティングファーム,イマ・コンサルティングを創業。マネージングパートナーとして在米の日系企業向けに約15年間1500社のコンサルティングを実施。
当時は、日本と大きく異なる人事制度や雇用慣行のため人事面で課題を抱える日系企業が相次いだ。これらの課題を解決すべく、企業理念浸透事、ペイフォーパフォーマンス（評価制度）の構築と駐在員・現地社員向けのグローバルマネジメント研修を開発・実施した。
2006年6月に株式会社イマジナを創業し、代表取締役兼チーフカルチャーオフィサー（COO）として経営及びコンサルティング業に従事。
2017年5月末をもって株式会社イマジナを売却
2017年５月、「ワークスタイル改革で未来を変える」をスローガンに、職場環境改善を本格的なプロジェクトとする目的の株式会社カルチャリアを設立。
2020年10月、株式会社カルチャリアが新しく研修動画配信サービス「ユニカル University of Culturia」をスタート。

## 人物
- コンサルタントとして、ニューヨークでのイマ・コンサルティング時代に得た経験や人事・HRに関わる知識などを活用し日本国内のクライアントを支える。また、アメリカ進出のサポートや海外へ赴任するクライアント先社員を対象としたグローバル人材研修なども行う。
- グローバルでのマネジメント経験から、職務記述書(ジョブディスクリプション)についてたびたび記事の中や書籍の中で紹介している。特に、評価、採用、訴訟の回避などの側面で日本も職務記述書を導入していくメリットを説明している。
- 人事マネジメント認定資格である、「人事検定」の講師、監修を務める[5]。
- 経営者と社員ひとりひとりの心の改革から寄り添い、職場環境改善を行うワークスタイルコンサルティングを提唱。

## 著書
- 『米国人事管理マニュアル』（イマ・コンサルティング、奥山由実、HPアメリカ出版
- 『社員の心を温める会社は必ず伸びる-30分で分かる人材経営』（イマジナ、2008年6月、ISBN-13: 978-4990418403）
- 『伸びる会社は月曜の朝がいちばん楽しい―NY発ヒューマン・マネジメントのすすめ』（アーク出版、2007年5月、ISBN-13: 978-4860590550）
- 『世界で勝てるブランディングカンパニー―――ブランド力でマネジメントを強化する日本企業の挑戦』（ダイヤモンド社、2015年12月、ISBN-13: 978-4478066683）

## 主な講演実績
- 「ウーマンズ・イニシアチブ・フォーラム　スキルアップセミナー 」（主催＝カルティエ・日本経済新聞社共催）：2013年6月3日[6]
- 「世界　シゴト博 」（主催＝ ゼスト株式会社　世界シゴト博事務局）：2016年10月29日[7]
- 「無印良品×イマジナ・パネルディスカッション」ダイヤモンド社共催セミナー
- 「Human Capital 2017」（主催日経BP）　セミナー【人事部長はシアワセですか？】：2017年6月29日